# St Cross College

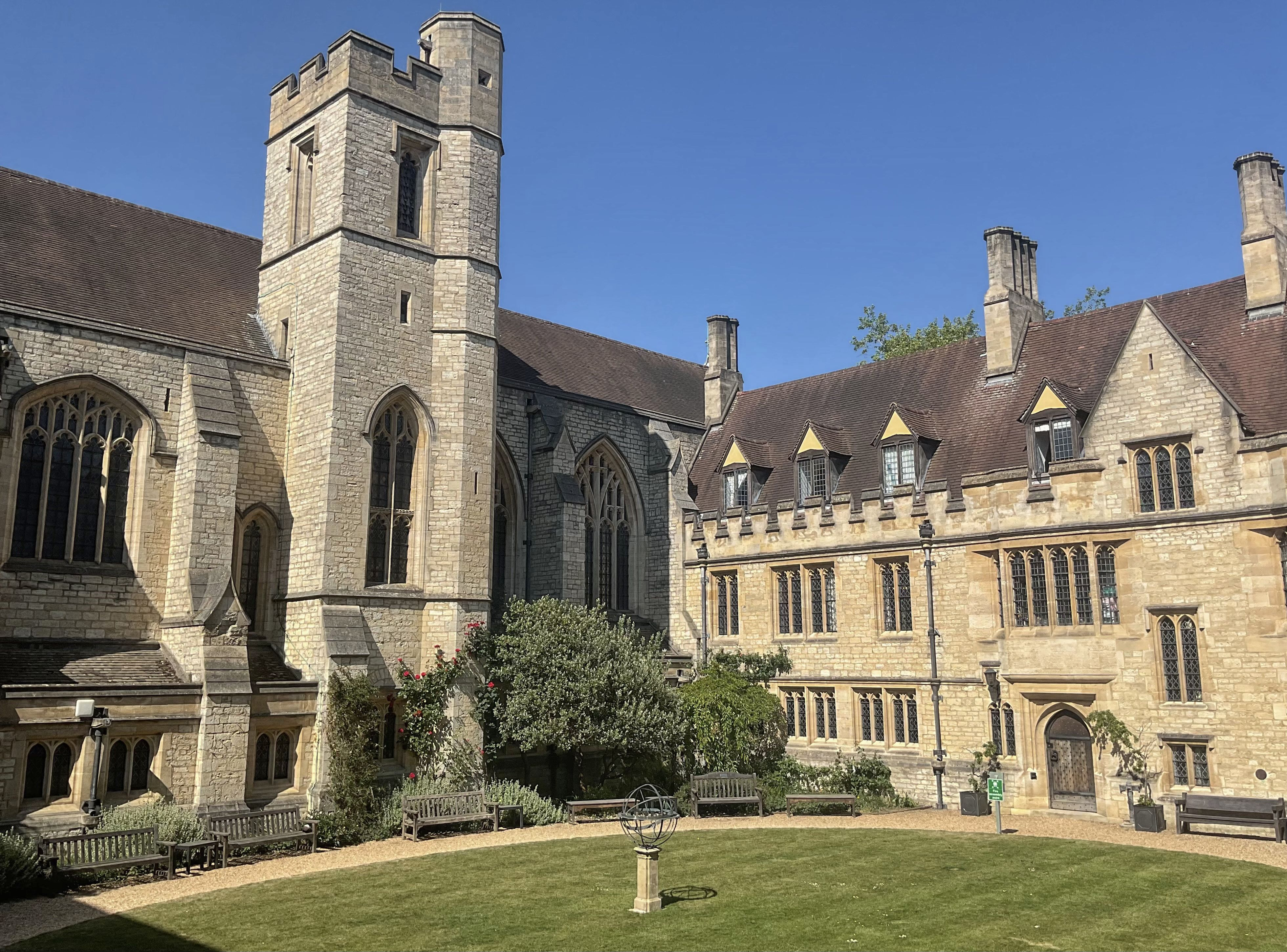
Der Innenhof

Das St Cross College ist ein College der University of Oxford in Oxford im Vereinigten Königreich.
Obgleich es erst 1965 gegründet wurde, also eines der jüngsten Colleges ist, liegt es zentral und in neugotischen Gebäuden auf St Giles. Das College besitzt einen zusätzlichen Gebäudekomplex mit Wohnungen für Studenten in der St Cross Road. Auf diesem Gelände war das College auch bis 1981, vor dem Umzug in das Pusey-House-Gebäude auf St Giles, beheimatet.
Mit etwa 300 Studenten gehört St Cross zu den kleineren Colleges in Oxford. Das College lässt nur Graduierte zu.
Rund zwei Drittel der Studierenden kommen nicht aus dem Vereinigten Königreich. Dies spiegelt sich auch im Leitspruch des Colleges wider: „Ad quattuor cardines mundi“. Im sportlichen Bereich bestehen enge Verbindungen zum Wolfson College, mit dem St Cross zahlreiche gemeinsame Mannschaften aufstellt. Im Gegensatz zu anderen Colleges bietet St Cross Mahlzeiten im eigenen Speisesaal nur zum Mittagessen an, einmal wöchentlich findet auch ein Abendessen statt. Jeden Sommer veranstaltet das College einen Ball.

## Bekannte Studenten
- Aharon Appelfeld, israelischer Schriftsteller
- Tilman Brück, deutscher Professor für Entwicklungsökonomie an der Humboldt-Universität zu Berlin und ehemaliger Abteilungsleiter beim DIW
- Yusuf Çetin, türkischer Metropolit sowie Patriarchalvikar der Syrisch-Orthodoxen Kirche in Istanbul und Ankara
- Roger Collins, britischer Historiker
- Tim Foster, britischer Ruderer und Olympiasieger
- R. Joseph Hoffmann, US-amerikanischer Historiker
- Hermione Lee, englische Autorin, Biographin, Kritikerin und Literaturwissenschaftlerin
- John Kingman, britischer Mathematiker
- Muhammad V., Yang di-Pertuan Agong (König) von Malaysia
- Mihai Răzvan Ungureanu, rumänischer Politiker, Historiker und Diplomat
- Dominique Strauss-Kahn, französischer Wirtschafts- und Finanzminister und geschäftsführender Direktor des Internationalen Währungsfonds (IWF)
- Graham Wiggins, US-amerikanischer Musiker und Komponist

## Master
- William van Heyningen, 1966–1979
- Godfrey H. Stafford, 1979–1987
- Richard C. Repp, 1987–2003
- Andrew S. Goudie, 2003–2011
- Mark Jones, 2011–2016
- Carole Souter, seit 2016